# زلیونایا پولیانا
زلیونایا پولیانا (به لاتین: Zelyonaya Polyana) یک منطقهٔ مسکونی در روسیه است که در باشقیرستان واقع شده‌است.